# آرچی
آرچی (به ایتالیایی: Archi) یک کومونه در ایتالیا است که در استان کییتی واقع شده‌است.

## خصوصیات
آرچی ۲۸٫۱۸ کیلومترمربع مساحت و ۲٬۳۰۱ نفر جمعیت دارد و ۴۹۲ متر بالاتر از سطح دریا واقع شده‌است.